# Медведево (Липецкая область)
Медведево — деревня Слободского сельсовета Лебедянского района Липецкой области.

## География
Расположена юго-западнее деревни Петровские Выселки на левом берегу реки Красивая Меча.
В деревне имеются три улицы: Ветеранов, Запрудная и Центральная. С другими населёнными пунктами Медведево соединяется автомобильными дорогами.

## Население
| 2010 |
| ---- |
| 117  |